# Primorskaïa (métro de Saint-Pétersbourg)
Primorskaïa (en russe : Примо́рская) est une station de la ligne 3 du Métro de Saint-Pétersbourg. Elle est située sur l'île des Décembristes, dans le raïon de l'Île Vassilievski, à Saint-Pétersbourg en Russie.
Mise en service en 1979, elle est desservie par les rames de la ligne 3 du métro de Saint-Pétersbourg.

## Situation sur le réseau

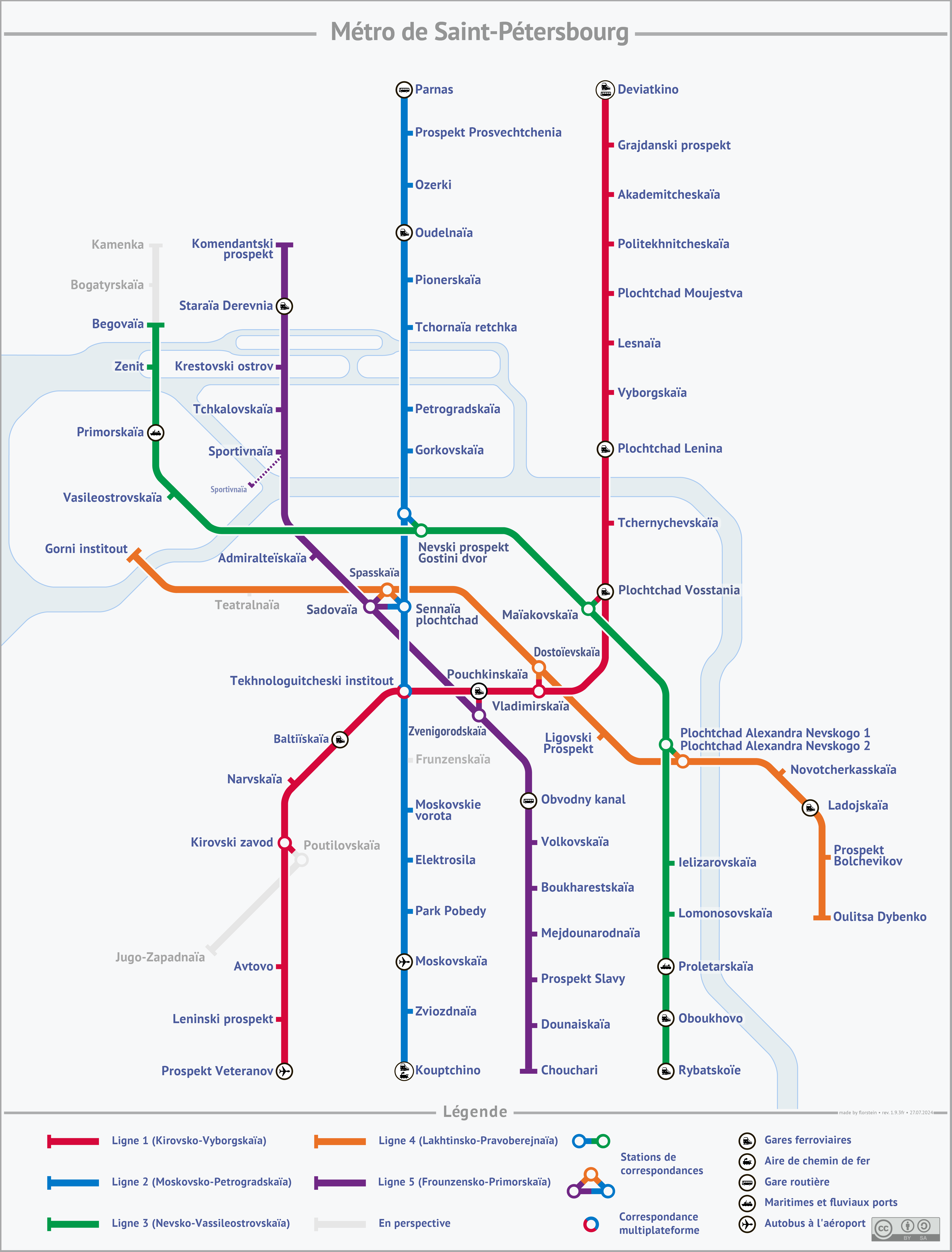
Plan du métro.

Établie en souterrain à 71 m. de profondeur, Primorskaïa est une station de passage de la ligne 3 du métro de Saint-Pétersbourg. Elle est située entre la station Zenit, terminus nord-ouest, et la station Vassileostrovskaïa, en direction du terminus sud-est Rybatskoïe.
La station dispose d'un quai central encadré par les deux voies de la ligne.

## Histoire
La station Primorskaïa est mise en service le 28 septembre 1979, lors de l'ouverture à l'exploitation du prolongement de Vassileostrovskaïa à Primorskaïa le nouveau terminus de la ligne. Elle est alors la station la plus à l'ouest de la Russie et est nommée Primorskaïa, littéralement « bord de mer », du fait de sa proximité avec le Golfe de Finlande.
Elle devient une simple station de passage, trente neuf ans plus tard, le 26 mai 2018, lors de l'ouverture du prolongement suivant jusqu'au nouveau terminus Begovaïa.

## Services aux voyageurs

### Accès et accueil
La station dispose, en surface, d'un pavillon d'accès en relation avec le quai, situé à grande profondeur par un tunnel en pente, équipé de trois escaliers mécaniques, prolongé par un passage entrecoupé de deux escaliers fixes avant d'aboutir sur l'ouest du quai de la station.

### Desserte
Primorskaïa est desservie par les rames de la ligne 3 du métro de Saint-Pétersbourg.

Installations et desserte
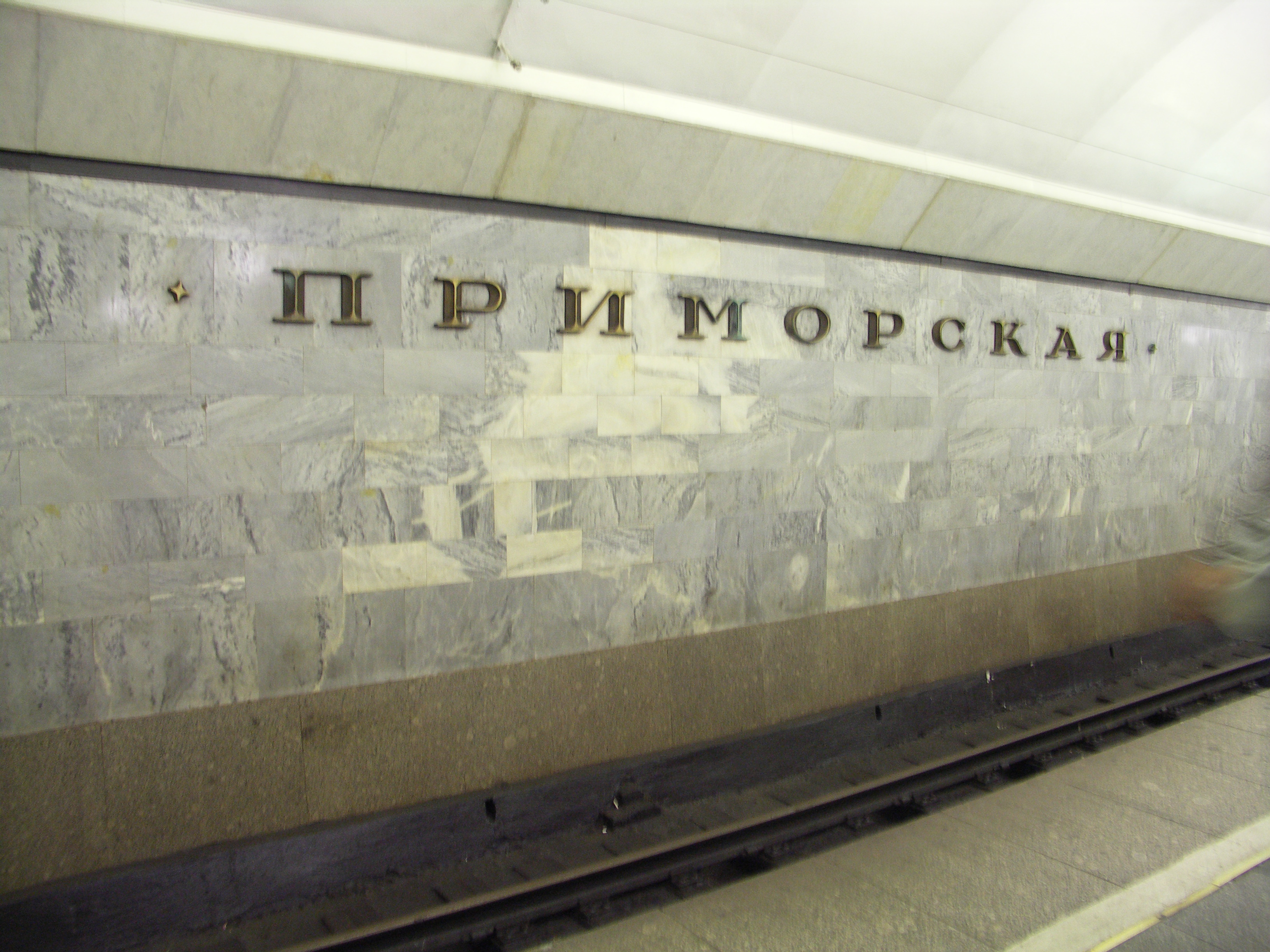
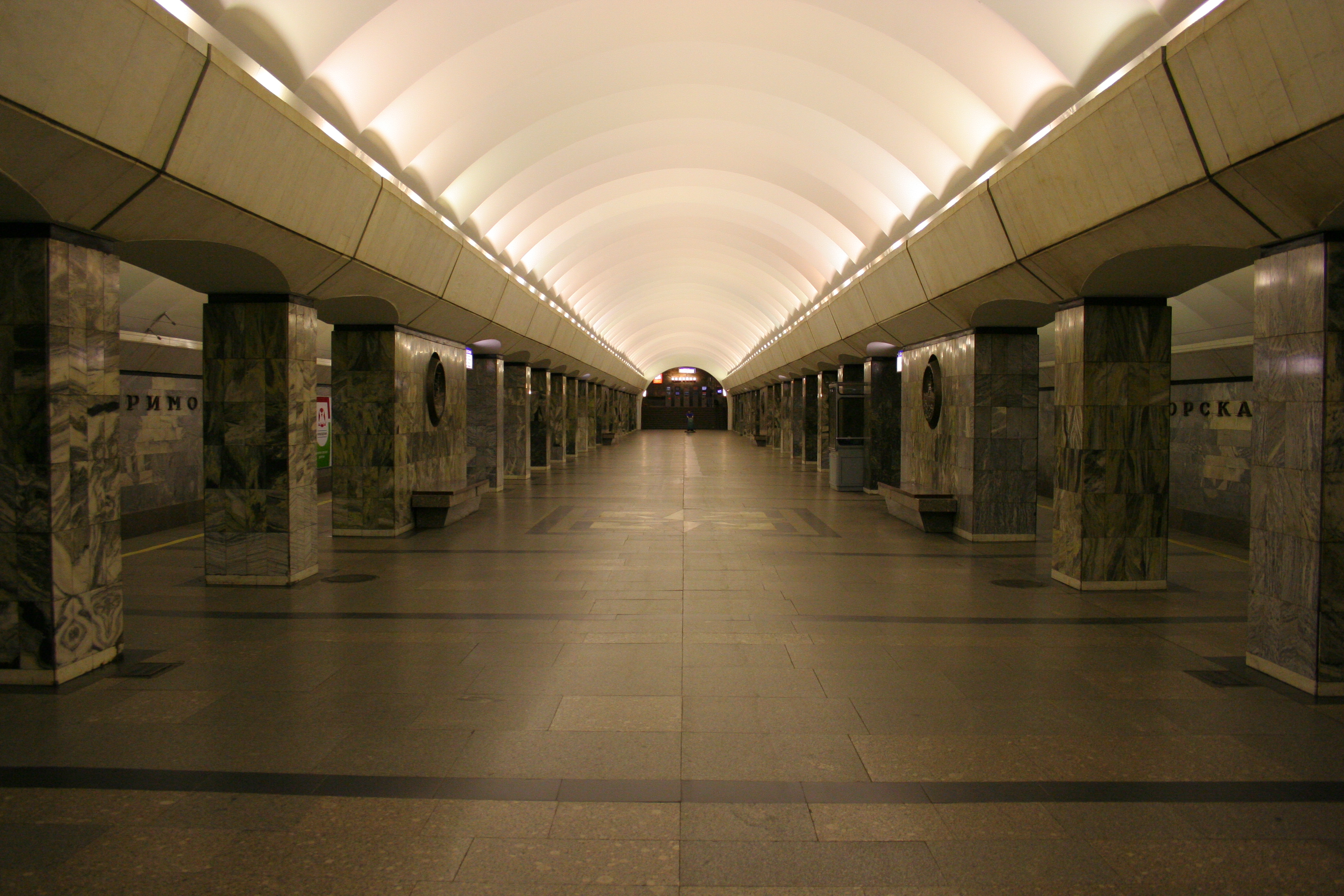
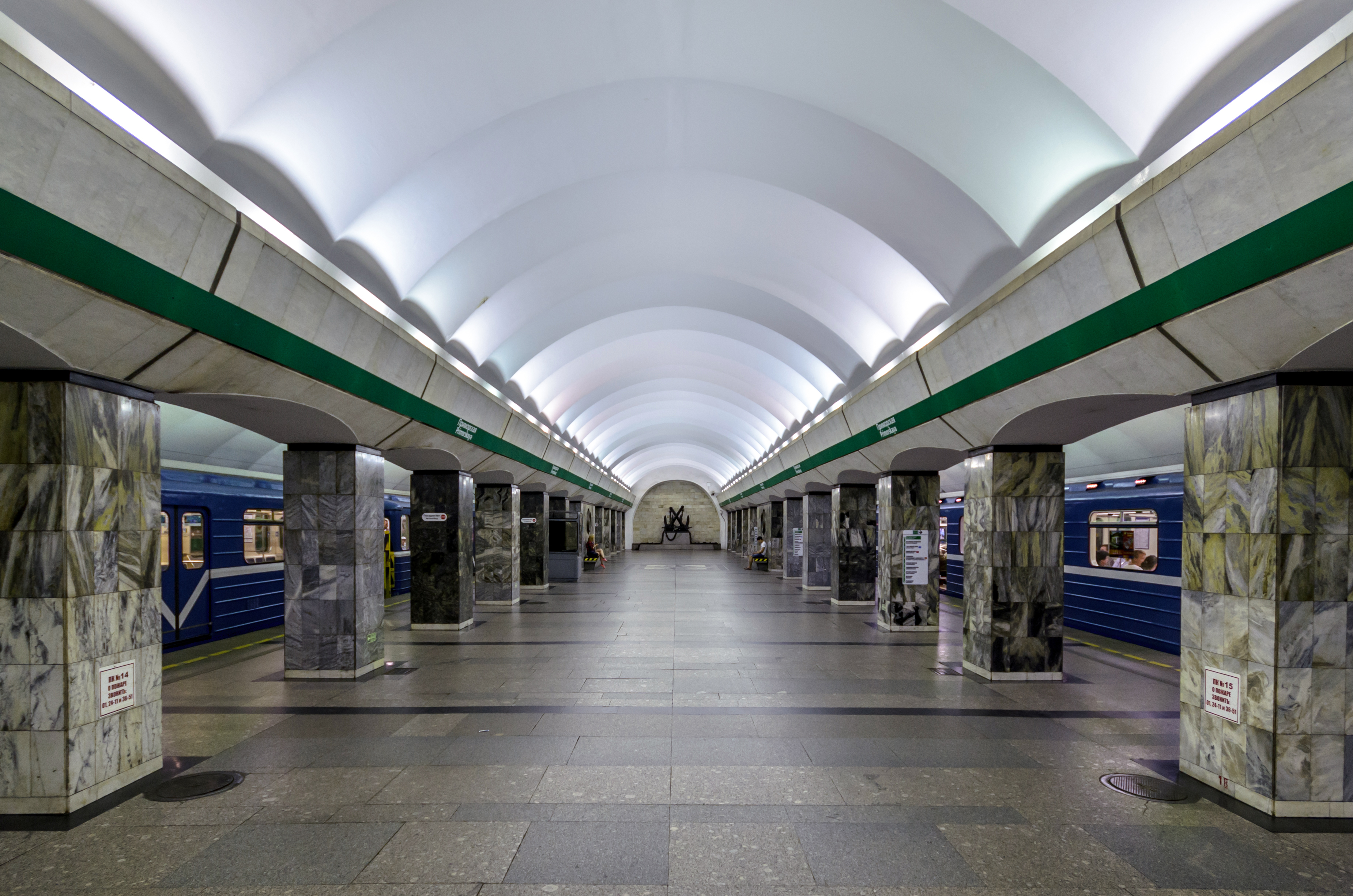

### Intermodalité
À proximité : une station du Tramway de Saint-Pétersbourg est desservie par les lignes 6 et 40, un arrêt du Trolleybus de Saint-Pétersbourg est desservi par la ligne 10, et des arrêts de bus sont desservis par plusieurs lignes.

## Projet
Un projet de réalisation d'un deuxième accès est envisagé par les autorités.